# Salvador Mejía
Salvador Mejía Alejandre (Toluca de Lerdo, 12 de febrero de 1961) es un productor y director de televisión mexicano.

## Biografía
Mejía ha realizado toda su trayectoria en Televisa. Estudió Ciencias de la Comunicación en la Universidad Intercontinental. Al llegar a Televisa se apoyó en el productor Valentín Pimstein, con quien trabajó en telenovelas como Principessa, Simplemente María, La pícara soñadora y Maria Mercedes. Su trayectoria como productor ejecutivo comenzó en 1997 con la telenovela Esmeralda. Posteriormente produjo la telenovelas La usurpadora protagonizada por Gabriela Spanic. Esta telenovela resultó todo un éxito y fue vendida en más de 170 países convirtiéndose en la telenovela más vendida de Televisa. Después realizó telenovelas como Rosalinda en 1999  y Abrázame muy fuerte en 2000. En 2009 produce Corazón Salvaje. En el 2010 estrena la telenovela Triunfo del amor nueva versión de la telenovela Cristal.
Está casado con la también productora Nathalie Lartilleux Nicaud, quien fuera su productora asociada en sus primeras telenovelas.

## Trayectoria

### Productor ejecutivo
- Esmeralda (1997)
- La usurpadora (1998)
- Rosalinda (1999)
- Abrázame muy fuerte (2000/01)
- Entre el amor y el odio (2002)
- Mariana de la noche (2003/04)
- La esposa virgen (2005)
- La madrastra (2005)
- Mundo de fieras (2006/07)
- Fuego en la sangre (2008)
- Corazón salvaje (2009/10)
- Triunfo del amor (2010/11)
- Qué bonito amor (2012/13)
- La tempestad (2013)[1]
- Lo imperdonable (2015)[2]
- Las amazonas (2016)
- En tierras salvajes (2017)
- Corazón guerrero (2022)[3]
- Vivir de amor (2024)

### Productor asociado
- Segunda parte de Simplemente María (1989/90)
- Primera parte de Carrusel (1989/90)
- La pícara soñadora (1991)
- María Mercedes (1992)

### Coordinador de producción
- Principessa (1984/85)
- Vivir un poco (1985/86)
- Monte Calvario (1986)
- Rosa salvaje (1987/88)

### Asistente de producción
- Segunda parte de Vanessa (1982)
- Segunda parte de Bianca Vidal (1982/83)

## Premios y nominaciones

### Premios TVyNovelas
| Año  | Categoría        | Telenovela              | Resultado |
| ---- | ---------------- | ----------------------- | --------- |
| 1998 | Mejor telenovela | Esmeralda               | Ganadora  |
| 1999 | Mejor telenovela | La usurpadora           | Nominada  |
| 2001 | Mejor telenovela | Abrázame muy fuerte     | Ganadora  |
| 2002 | Mejor telenovela | Entre el amor y el odio | Nominada  |
| 2004 | Mejor telenovela | Mariana de la noche     | Nominada  |
| 2006 | Mejor telenovela | La esposa virgen        | Nominada  |
| 2006 | Mejor telenovela | La madrastra            | Nominada  |
| 2007 | Mejor telenovela | Mundo de fieras         | Nominada  |
| 2009 | Mejor telenovela | Fuego en la sangre      | Ganadora  |
| 2010 | Mejor telenovela | Corazón salvaje         | Nominada  |
| 2012 | Mejor telenovela | Triunfo del amor        | Nominada  |
| 2017 | Mejor reparto    | Las amazonas            | Nominado  |

### Premios Palmas de Oro 2004
| Categoría        | Nominada            | Resultado |
| ---------------- | ------------------- | --------- |
| Mejor Telenovela | Mariana de la Noche | Ganador   |

### Premios INTE
| Año  | Categoría          | Trabajo nominado        | Resultado |
| ---- | ------------------ | ----------------------- | --------- |
| 2003 | Telenovela del año | Entre el amor y el odio | Nominada  |

### Premios Bravo 2007[7]
| Categoría        | Telenovela      | Resultado |
| ---------------- | --------------- | --------- |
| Mejor telenovela | Mundo de fieras | Ganadora  |

- Reconocimiento SITATYR 2015[8]